# Girolamo Doria
Girolamo Doria (Gènova, ? - Gènova, 1558). Noble genovès, ambaixador de la República davant del papa Juli II. Administrador apostòlic del bisbat d'Elna (1530-1532) i de l'arquebisbat de Tarragona (1533-1558). Comte de Cremolino.
Era nebot d'Andreu Doria a petició del qual fou nomenat cardenal diaca de l'Església Catòlica a la basílica de Sant Pere del Vaticà al desembre de 1529 per Climent VII, malgrat l'oposició d'un sector del col·legi cardenalici.
Poc temps després li fou conferit el bisbat d'Elna —i l'abadia, en comenda, de Sant Miquel de Cuixà (1533-1535)— i successivament abat d'Osca (1532-1534), Noli (1534-1549) i Nebbi (1536-1538); des del 5 de juliol de 1533 fou arquebisbe de Tarragona, càrrec que pren per poders i mai visitarà la seu. D'aquest govern exercit a distància i deixat en altres mans se'n derivaren greus perjudicis, molts d'ells agreujats perquè els vicaris generals eren estrangers. Per tal d'evitar aquests inconvenients, el capítol va demanar que es complís la constitució de l'arquebisbe Sancho López de Ayerbe per la qual s'establia que els vicaris generals havien de ser sempre naturals de l'arxidiòcesi, però no va ser escoltat. En 1557, es tornà a repetir aquesta elecció i la renúncia a favor de Pere Àngel Ferrer i Despuig.
A les Corts de Montsó (1533), celebrades poc després del seu nomenament com a arquebisbe de Tarragona, els diputats també es queixaren per la presència d'un estranger en aquest càrrec. Amb tot, Girolamo Doria va ser insaculat i elegit com a President de la Generalitat de Catalunya per al trienni 1539-1542. La seva impopularitat el varen fer desistir i no va jurar el càrrec dins el termini essent substituït per Jeroni de Requesens i Roís de Liori.
En nom seu foren celebrats sis concilis provincials (1543, 1554, dos el 1555, 1556 i 1557) i foren recopilades per primera vegada les constitucions conciliars provincials: Constitutiones sacrorum i conciliorum Tarraconensium (1557). Tant a Roma, on residí gairebé sempre, com a Gènova, treballà per la Reforma.
El cardenal va morir a Gènova el mes de maig de 1558. Està enterrat al panteó de la família Doria, a l'església de Santa Maria de Cel·la.